# Benoît-Constant Coquelin

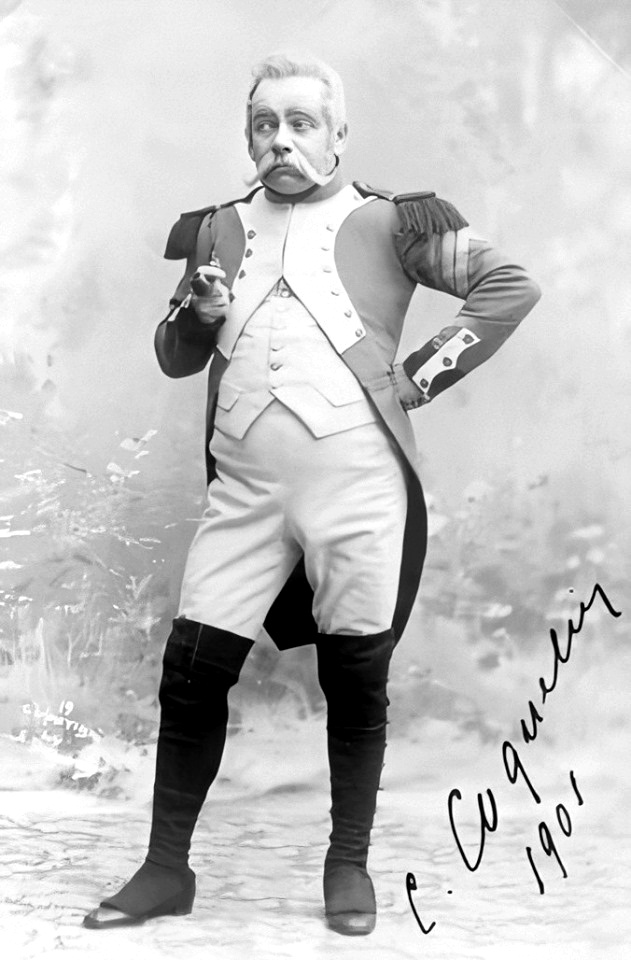
Benoît-Constant Coquelin.

Benoît-Constant Coquelin, conocido como Coquelin aîné, (23 de enero de 1841 - 27 de enero de 1909) fue un actor francés.

## Biografía
Coquelin nació en Boulogne-sur-Mer, Pas-de-Calais. Inicialmente intentó continuar con el negocio de su padre, que era panadero (fue llamado en una ocasión “un boulanger manqué” por un crítico hostil), pero su amor por el teatro le llevó hasta el Conservatoire de París, donde se educó en la clase de Henri de Régnier en 1859. Ganó el primer premio de comedia al año siguiente y debutó el 7 de diciembre de 1860 en el Comédie-Française en el papel de *** Gros-René, en Le Dépit amoureux de Molière, pero su primer gran éxito fue Fígaro, al año siguiente.
Fue hecho societaire en 1864, y durante los siguientes veintidós años realizó los papeles principales de la Comédie Française en cuarenta y cuatro nuevas obras, incluyendo Gringoire, de Théodore de Banville (1867); Tabarin, de Paul Ferrier (1871); Paul Forestier, de Émile Augier, (1871); L'Étrangère, de Alexandre Dumas (hijo) (1876); Jean Dacier, de Charles Lomon (1877); Le monde où l'on s'ennuie (1881), y Les Rantzau, de Erckmann-Chatrian (1884).
A consecuencia de una disputa con las autoridades sobre su derecho a realizar giras en provincias dimitió en 1886. Sin embargo, tres años más tarde el conflicto se apaciguó, y tras una serie de giras por Europa y los Estados Unidos volvió a unirse a la Comédie Française en 1890.
Durante este periodo participó en la producción de Thermidor, de Victorien Sardou, que fue interrumpida por el gobierno tras tres actuaciones. En 1892 rompió definitivamente con la Comédie Française, tras lo que anduvo de gira por recorriendo las capitales de Europa con una compañía propia. En 1895 se unió al teatro de la Renaissance en París, y actuó allí hasta ejercer el cargo de director del Porte Saint Martin en 1897. En esta etapa cosechó éxitos con Cyrano de Bergerac, de Edmond Rostand (1897); Plus que Reine, de Émile Bergerat (1899), Scarron, de Catulle Mendès (1905) y L'Attentat, de Alfred Capus y Lucien Descaves (1906).
En 1900 Coquelin fue de gira a América con Sarah Bernhardt, actuó en Broadway y en su única película, la escena del duelo de Cyrano de Bergerac con sonido grabado en un cilindro fonográfico. Al volver a Francia actuó en L'Aiglon en el Théâtre Sarah Bernhardt. En 1909, cuando se encontraba en París ensayando la Chantecler de Edmond Rostand, que había planeado producir, murió súbitamente a poco de haber cumplido los 68 años.
Su hermano, Ernest también fue actor. Coquelin fue Officier de l'Instruction Publique y de la Legión de Honor. Publicó:
- L'Art et le comédien (1880)
- Molière et le misanthrope (1881)
- Ensayo sobre Eugène Manuel (1881)
- Ensayo sobre Sully Prudhomme (1882)
- L'Arnolphe de Molière (1882)
- Les Comédiens (1882)
- L'Art de dire le monologue (con su hermano, 1884)
- Tartuffe (1884)
- L'Art du comédien (1894)